# Clavariadelphus truncatus
Clavariadelphus truncatus (Lucien Quélet, 1886 ex Marinus Anton Donk, 1933) sin. Clavaria truncata (Lucien Quélet, 1886), din încrengătura Basidiomycota, în ordinul Gomphales, familia Gomphaceae și de genul Clavariadelphus, denumit în popor club coral pilugele trunchiate, este o ciupercă comestibilă care coabitează, fiind un simbiont micoriza (formează micorize pe rădăcinile arborilor). Acest soi destul de rar se dezvoltă în România, Basarabia și Bucovina de Nord, solitar sau în grupuri mici, numai pe sol calcaros, fiind un indicator pentru calcar în pădurile de conifere cu molizi și brazi, unde se dezvoltă. Evită deplin terenuri cu gnais, granit și gresie. Specia crește numai de la o altitudine de cel puțin 400 m în sus, până la peste 1350 m, chiar preferând regiunile montane. La câmpie lipsește. Timpul apariției este din (iulie) august până în noiembrie.
Numele generic se trage din cuvintele (latină clava=între altele măciucă) și (greacă Δελφάχιον= vulvă, purcel), iar epitetul din cuvântul latin (latină truncus=trunchiat, ciuntit, limitat, incomplet).

## Istoric
Deși deja Elias Magnus Fries a descris specia sub numele Craterellus pistillaris în cartea sa Epicrisis systematis mycologici, seu synopsis hymenomycetum, din 1838, numele binomial valabil este Clavaria truncata care a fost creat de micologul francez (Lucien Quélet în opera sa Enchiridion Fungorum in Europa Media et Praesertim in Gallia Vigentium din 1886, o denumire folosită în mai multe cărți micologice până în prezent (2019).
Numele curent corect însă este Clavariadelphus truncatus, determinat de micologul olandez Marinus Anton Donk (1908-1972) în publicația sa Revisie van de Nederlandse Heterobasidiomyceteae (uitgez. Uredinales en Ustilaginales) din 1933.
Toate celelalte sinonime nu sunt folosite și pot fi neglijate. Numele de familie Clavariadelphaceae propus de micologul Edred John Henry Corner (1906-1996) în 1970 nu este acceptat de Mycobank.

## Descriere

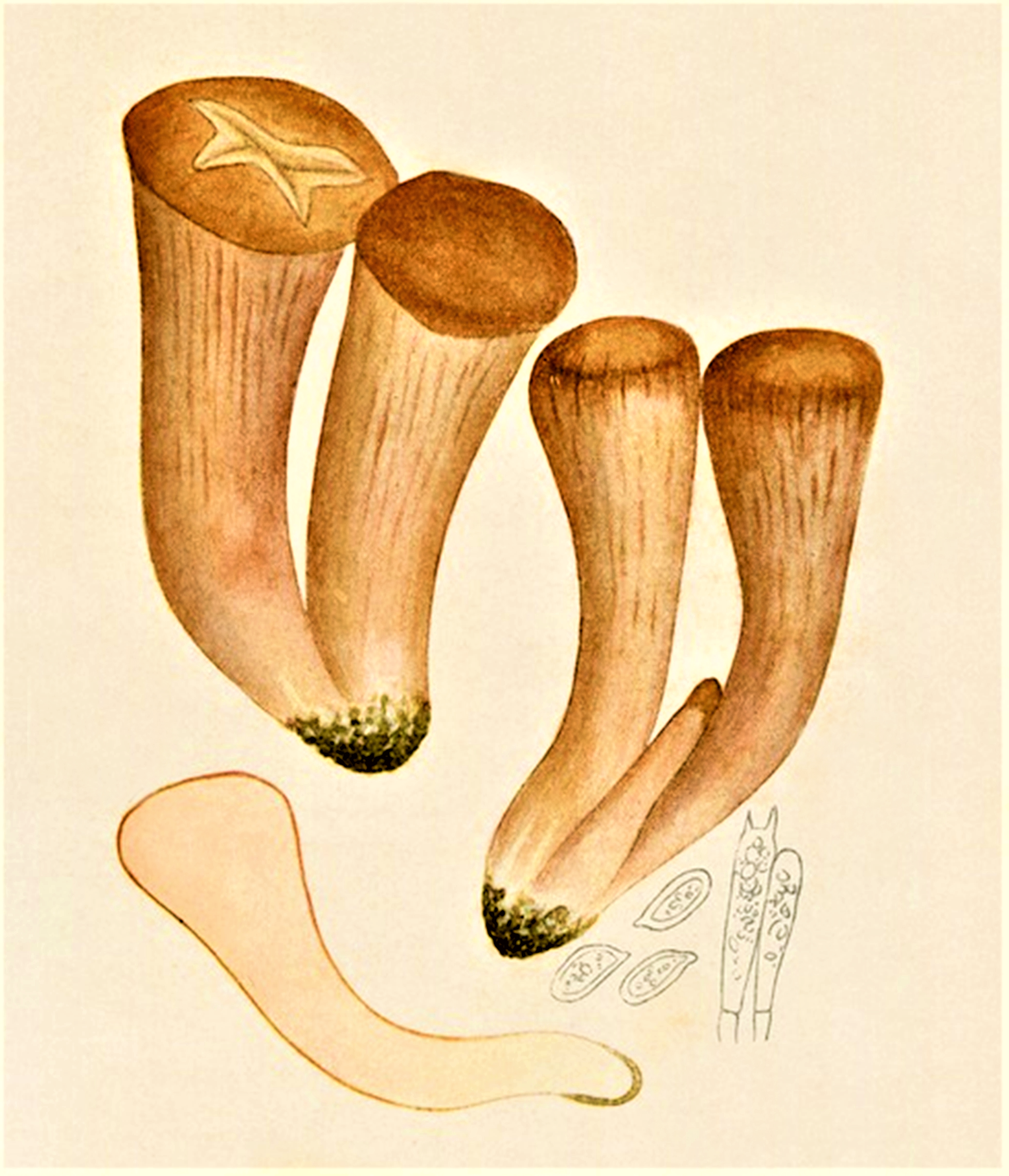
Bres.: Clavaria truncata

- Corpul fructifer: cărnos și ferm în tinerețe, cu un diametru în partea de sus de 4-6 (8) cm și o înălțime de 8-12 (15) cm, are o formă tipică de măciucă cu aspect rupt, fiind în creștet aplatizat, chiar cu o teșitură și cu o margine adesea mărgelată și înfipt adânc în stratul din care crește și topit cu miceliul. Este plin pe dinăuntru. Suprafața exterioară este inițial netedă, mai târziu ridată longitudinal, zgrunțuroasă, încrețită, și la bază ocazional slab flocoasă. Coloritul acestei ciuperci destul de neobișnuite este la început galben strălucitor, mai târziu, în partea superioară, cea fertilă, ocru-gălbui până la portocaliu-maroniu, iar spre bază, în partea sterilă, este albicios până albicios gălbui. Sporii se formează pe suprafața părții superioare.
- Piciorul: nu există într-adevăr, dar stratul steril, pe dinafară de un colorit mai deschis, seamănă tare.
- Carnea: este în tinerețea ciupercii fermă, după unii chiar ceva elastică, devenind în vârstă moale și spongioasă. După o secțiune se colorează la aer brun-roșiatic. Mirosul este foarte plăcut de ciuperci, gustul savuros, distinctiv dulcișor.[5][6]
- Caracteristici microscopice: are spori netezi, elipsoidali cu baza țuguiată, granulați respectiv cu o picătură mare în interior, hialini (translucizi), neamiloizi (nu se decolorează cu reactivi de iod) și măsoară 9-13 × 5-7 microni. Pulberea lor este alb-gălbuie.[15] Basidiile (celulele purtătoare de spori) fusiform-cilindrice cu o dimensiune de 70-115 x 7-10 microni, poartă 2-4 sterigme destul de lungi. Nu prezintă cistide. Hifele sunt septate, cu fibule.[16]
- Reacții chimice: Carnea se colorează cu anilină de fenol maroniu, cu Hidroxid de potasiu roșu deschis, cu sulfat de fier gri-verzui și cu tinctură de Guaiacum imediat albastru.[17]

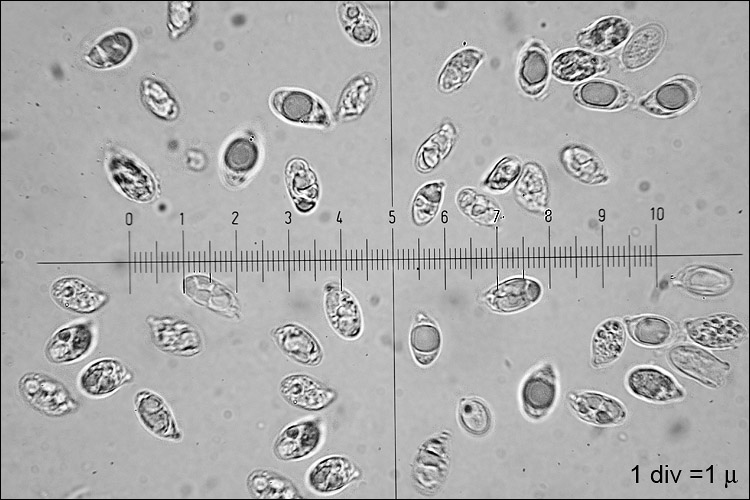
Clavariadelphus truncatus, spori
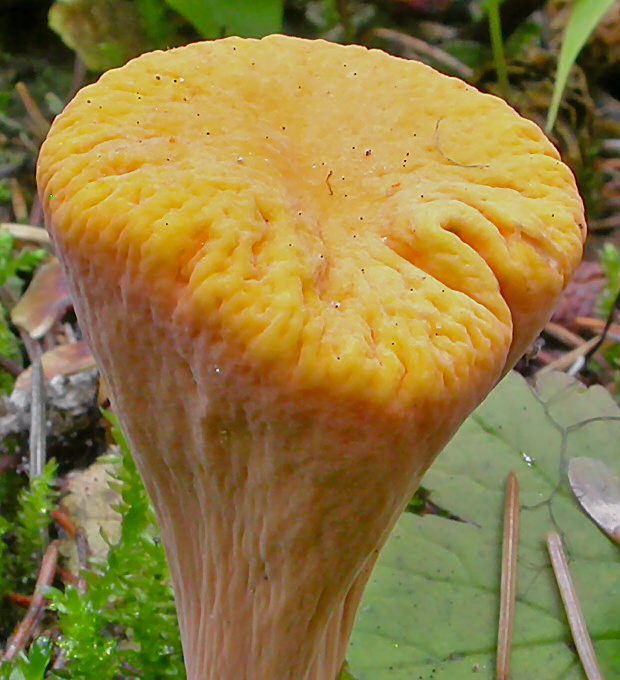
C. truncatus, suprafața din apropiere
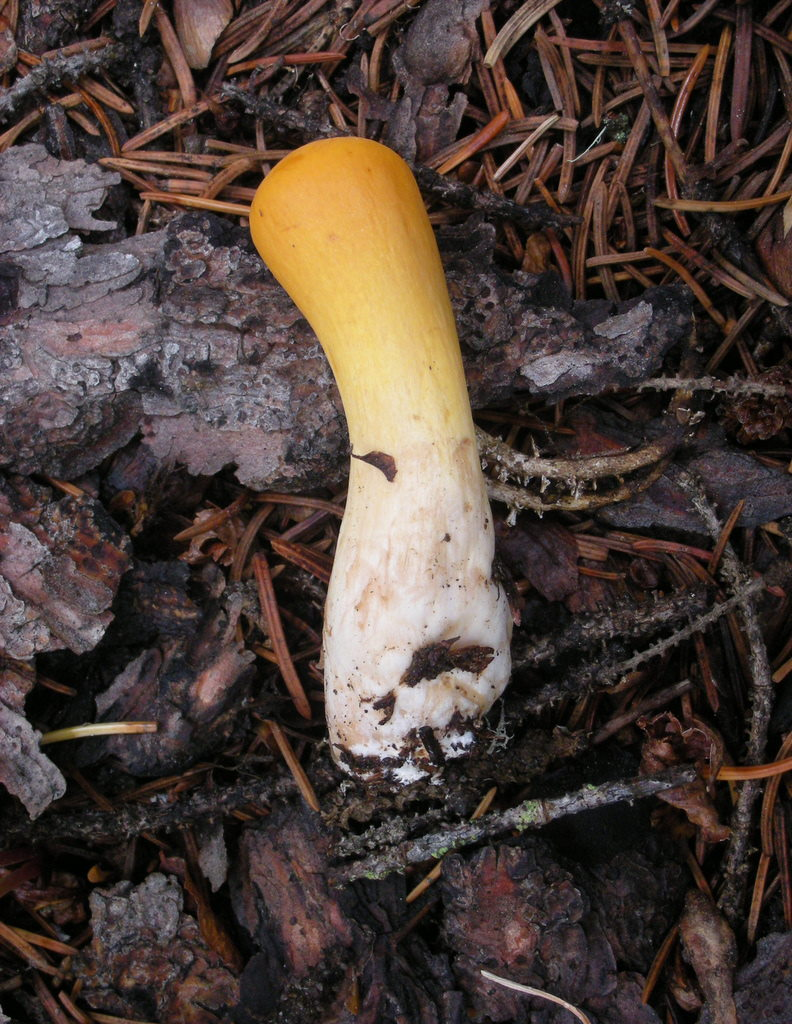
C. truncatus tânăr
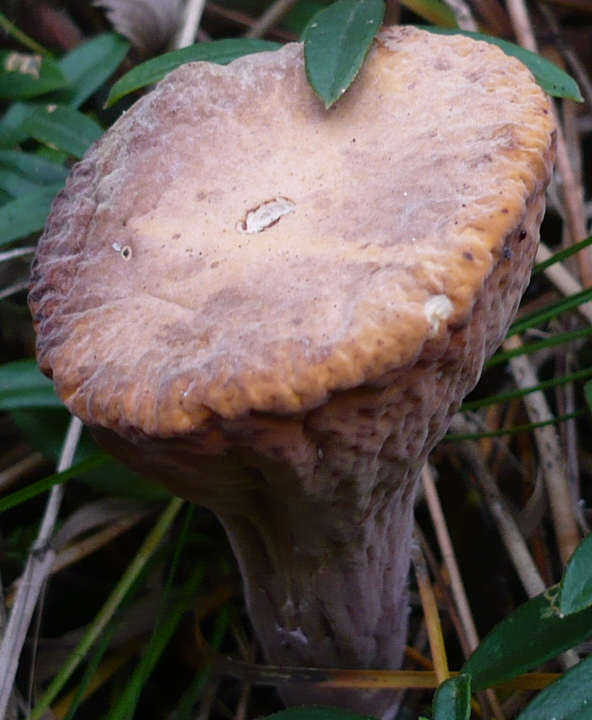
C. truncatus bătrân
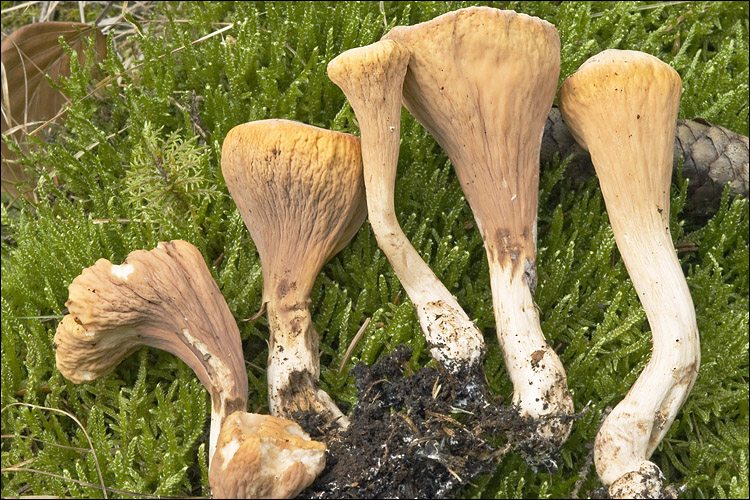
C. truncatus, diverse mărimi

## Confuzii
Pilugelele trunchiate pot fi confundate cu specii asemănătoare mai mult sau mai puțin comestibile, în primul rând cu Clavariadelphus pistillaris, dar în stadiu tânăr de asemenea cu Clavaria argillacea, Clavariadelphus ligula, Clavariadelphus sachalinensis precum Hypocrea alutacea sau chiar și cu necomestibila Xylaria polymorpha înante de a deveni brună.

## Specii asemănătoare în imagini

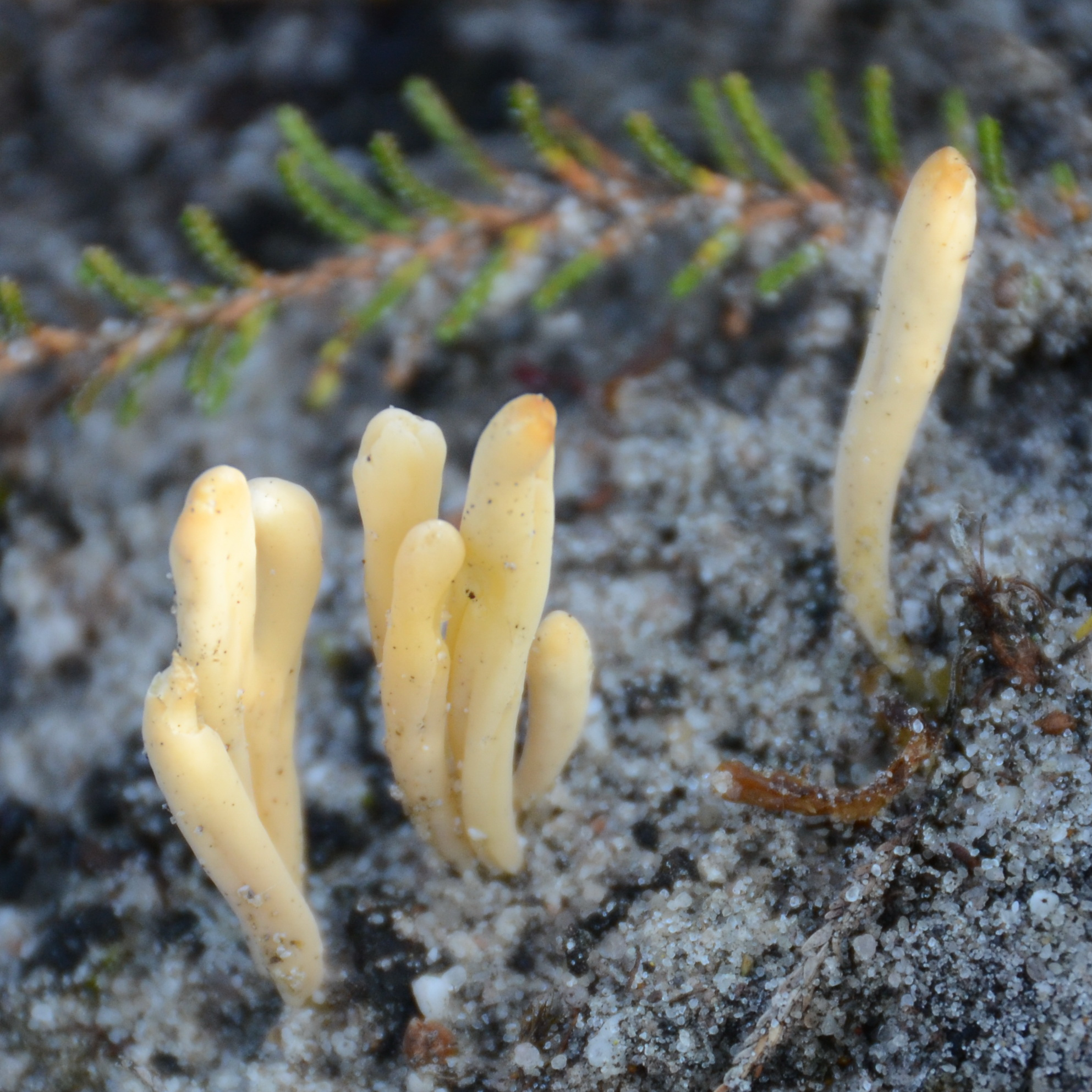
Clavaria argillacea
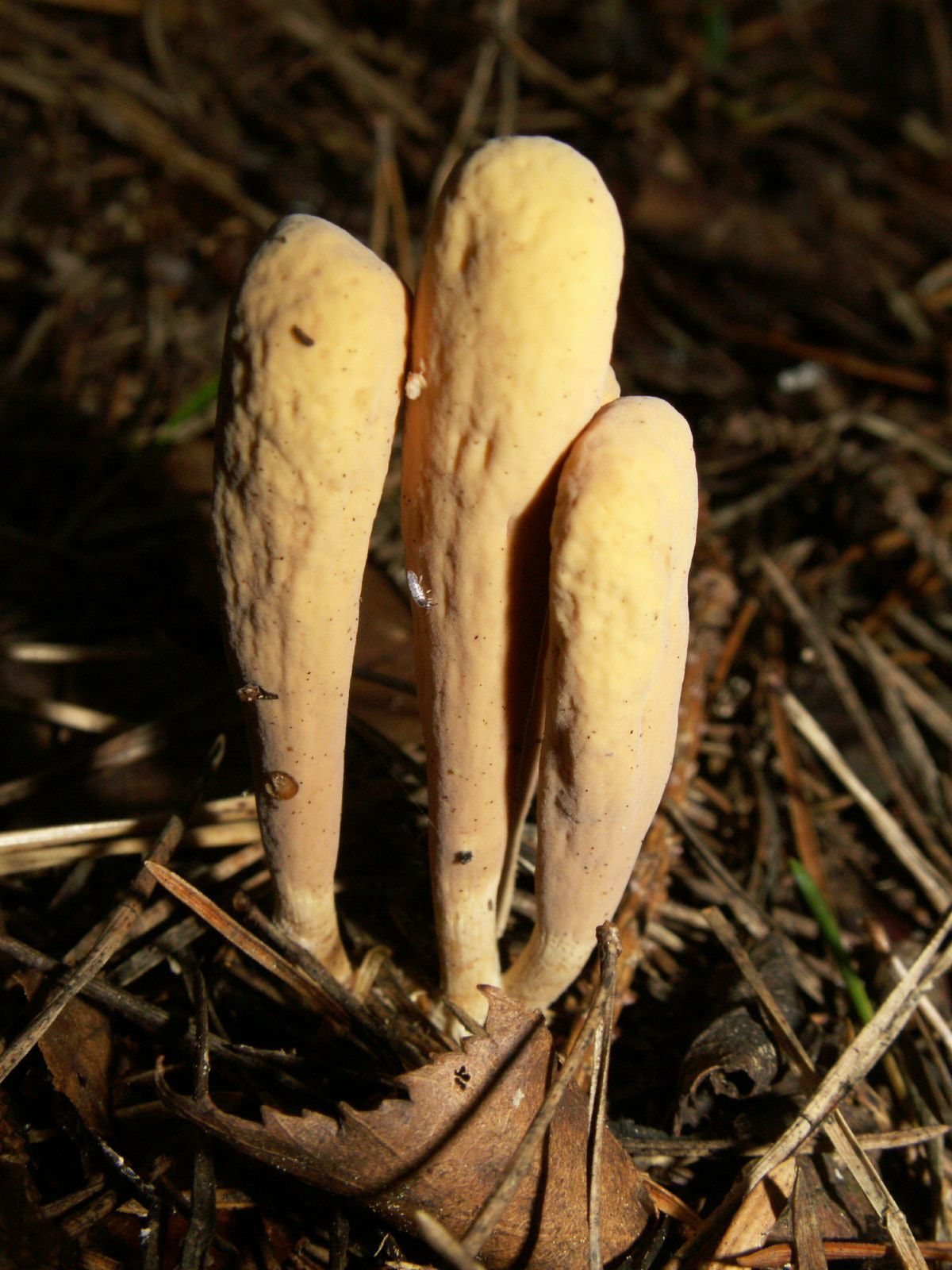
Clavariadelphus ligula
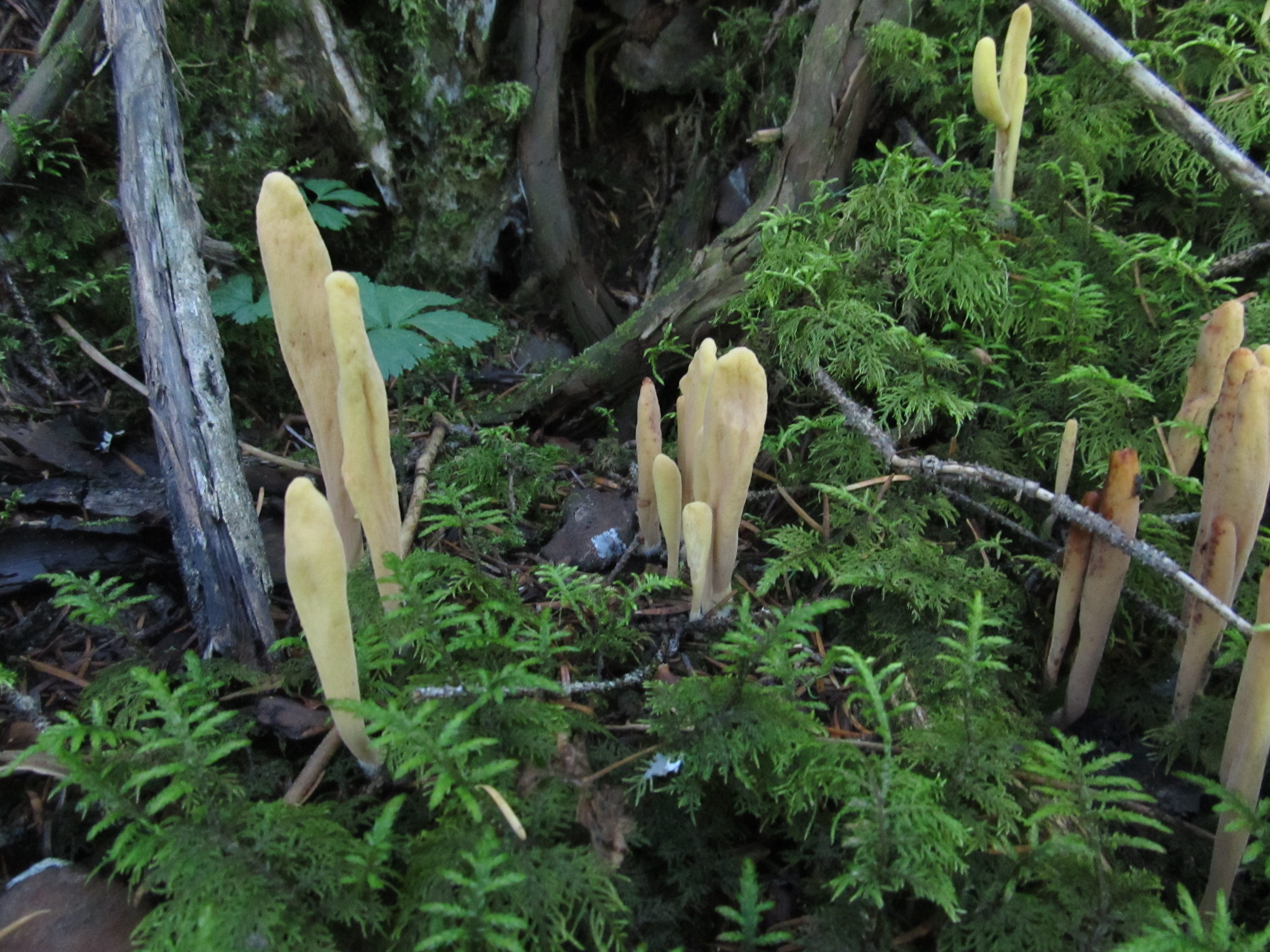
Clavariadelphus sachalinensis
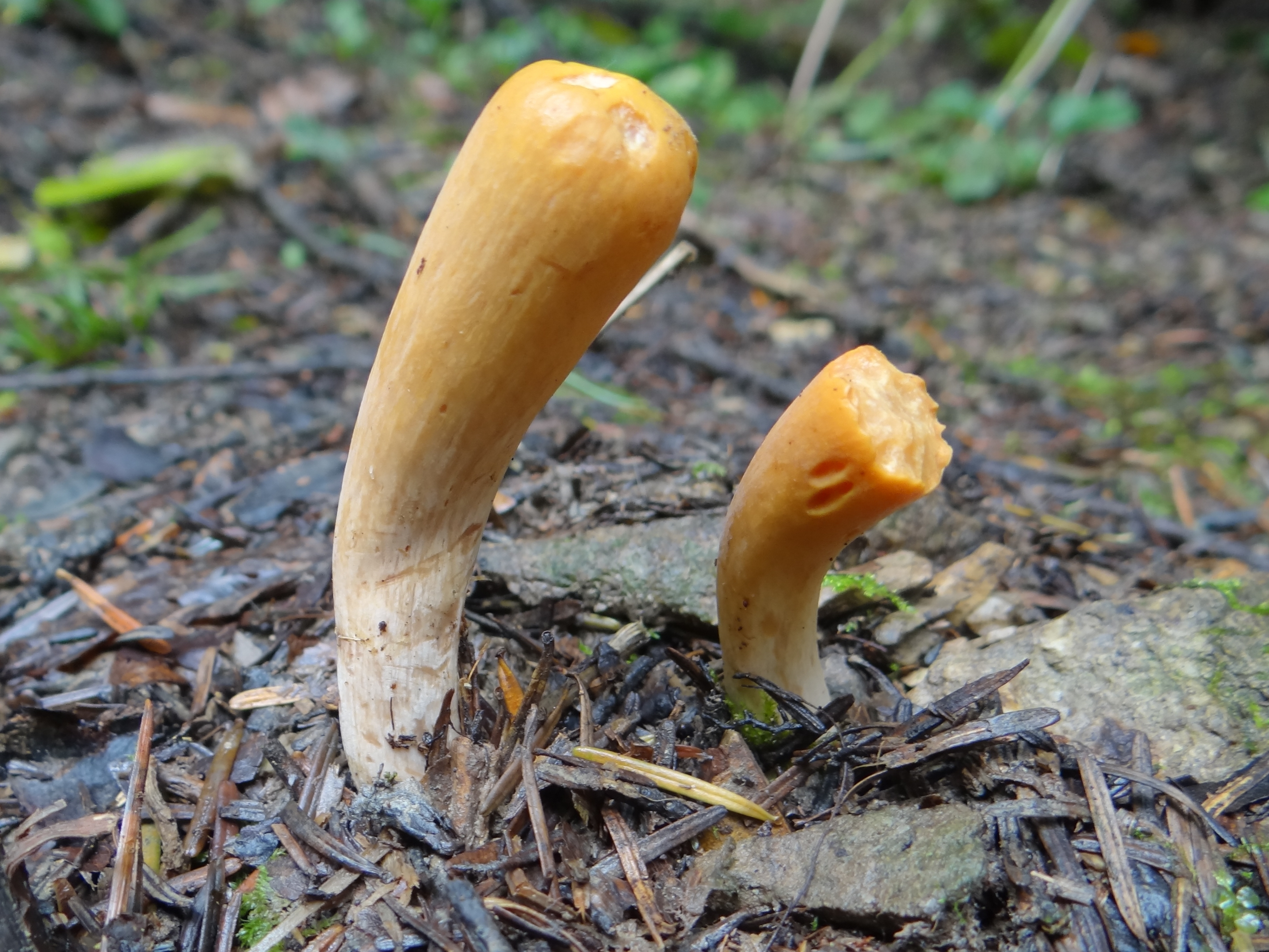
Clavariadelphus pistillaris
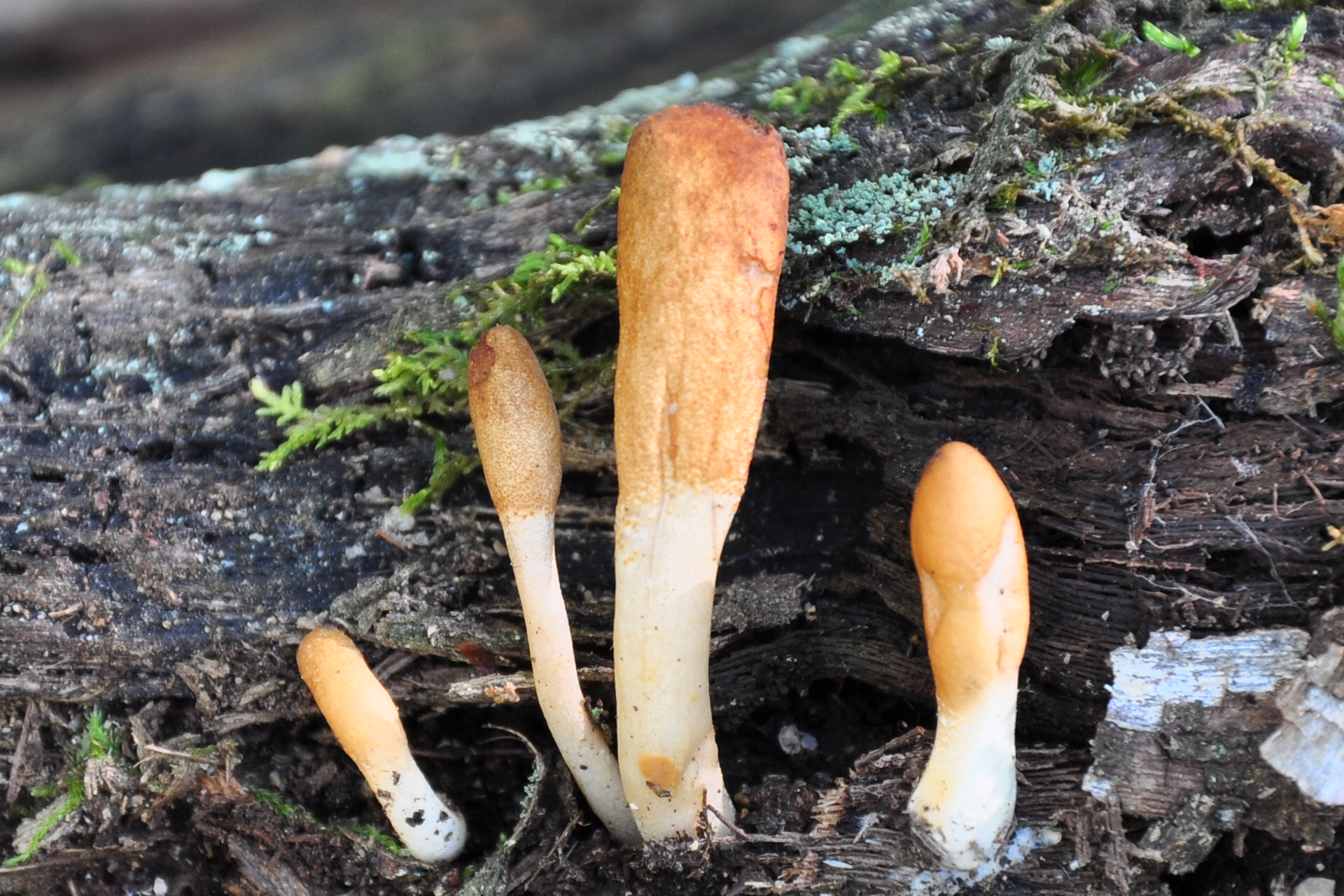
Hypocrea alutacea
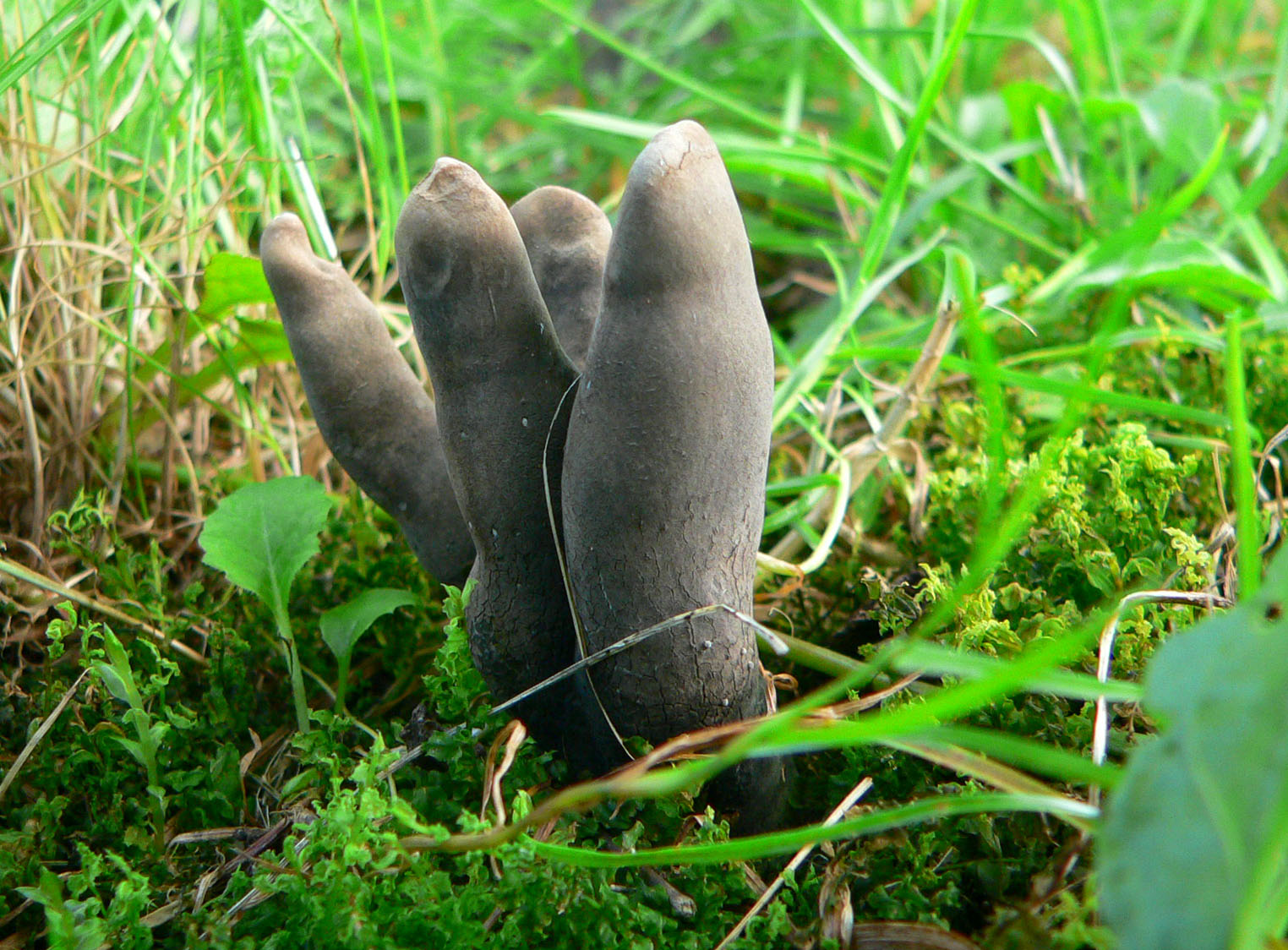
Xylaria polymorpha

## Valorificare
Clubul coral este comestibil și gustos în stadiu tânăr (exemplare mai bătrâne sunt moi și spongioase), dar, consumat crud, poate să efectueze probleme gastrointestinale. El este de ingerat cel mai bine prăjit, chiar și ca desert, dar poate fi de asemenea conservat în oțet sau ulei.
Ciuperca prezintă proprietăți antimicrobiene. Mai departe, conținutul acidului clavaric 24,25-dihidroxi-2- (3-hidroxi-3-metilglutaril) -lanostanon- (3) perturbă proteina farnesiltransferazei (o enzimă implicată în tumor-geneză), care este de valoare terapeutică pentru tratamentul anumitor tipuri de cancer. Diverse studii au sugerat că interferența cu anumite procese de modificare post-translațională par să aibă o selectivitate destul de ridicată pentru țintirea celulelor care prezintă fenotipuri tumorale. Astfel a provocat o reducere a creșterii de tumoare în experimente cu șoareci.
Trebuie menționat, că specia conține un compus medicinal semnificativ asemănător izoprenului și acumulează zinc precum radioactivul cesiu 137.